# Klooster Bešenovo

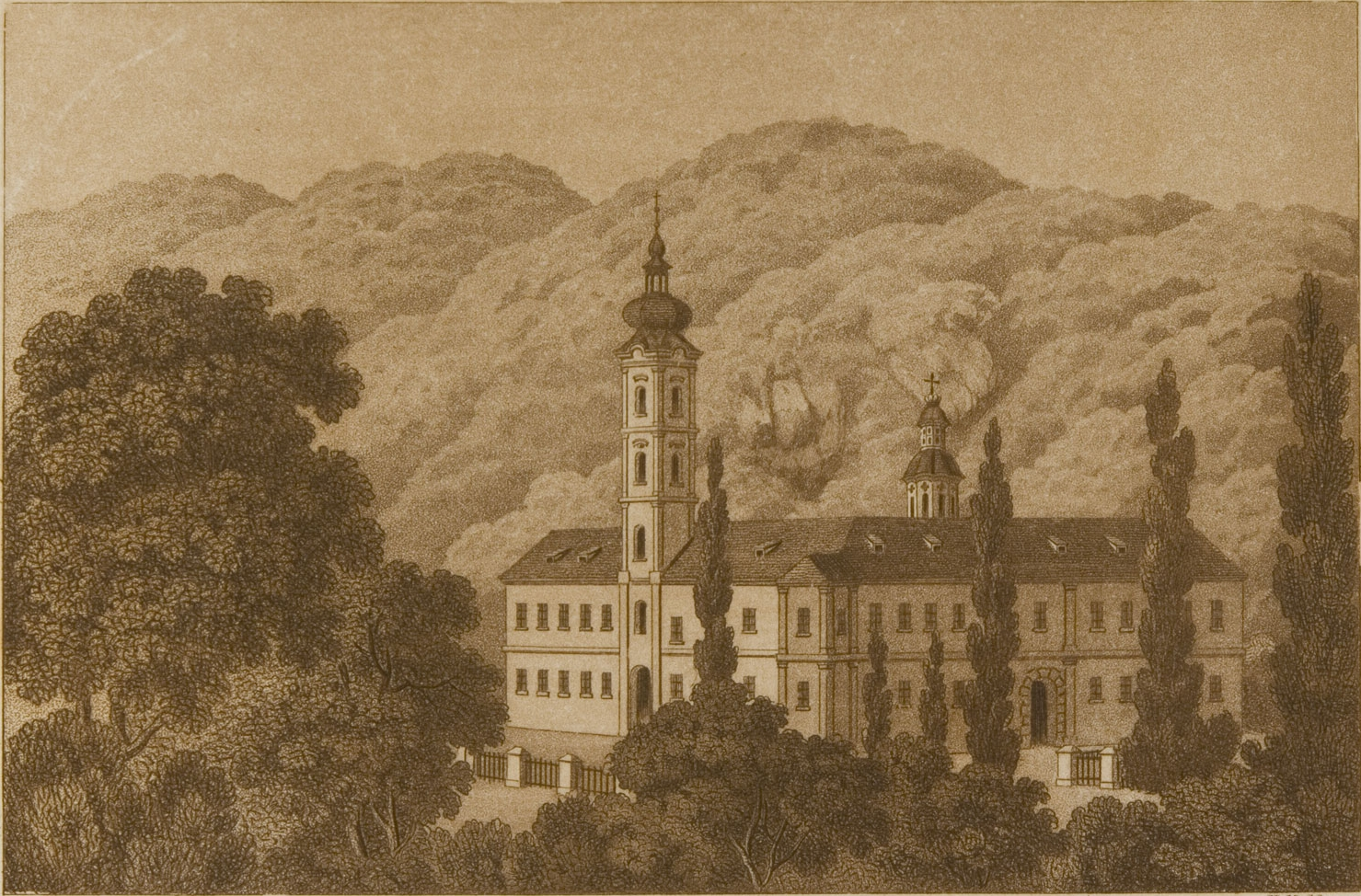
Klooster Bešenovo, 1861

Het klooster Bešenovo (Servisch: Манастир Бешеново, Manastir Bešenovo) is een Servisch-orthodox klooster gelegen in de Fruška Gora in het noorden van de Servische autonome provincie Vojvodina. Volgens traditie, werd het gesticht door koning Dragutin in de 13de eeuw. De vroegste historische vermeldingen van het klooster dateren uit 1545.